# 가림고등학교
가림고등학교(佳林高等學校)는 대한민국 인천광역시 서구 가좌동에 위치한 공립 고등학교이다.

## 학교 연혁
- 2001년 10월 22일 : 학교 설립인가[총 37학급, 특수 1학급 포함]
- 2003년 3월 1일 : 개교, 초대 이수영 교장 취임
- 2003년 3월 4일 : 제1회 입학식[12학급 452명]
- 2006년 2월 16일 : 제1회 졸업식[졸업생 420명]
- 2023년 3월 1일 : 제7대 고흥선 교장 취임
- 2024년 2월 7일 : 제19회 졸업식(졸업생 244명, 졸업생 누계 7,380명)
- 2024년 3월 4일 : 제22회 입학식 (10학급 285명)

## 갤러리

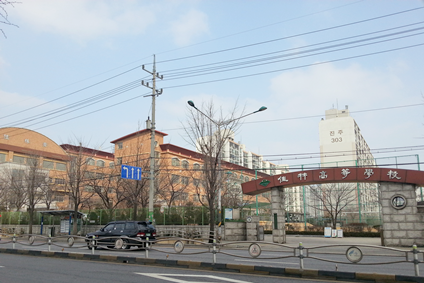

## 참고 자료
- 가림고등학교 - 한국교육학술정보원 학교알리미